# Graphania omicron
Graphania omicron är en fjärilsart som beskrevs av Hudson 1898. Graphania omicron ingår i släktet Graphania och familjen nattflyn. Inga underarter finns listade i Catalogue of Life.